# العبادل (نهم)

تعديل مصدري - تعديل

العبادل هي إحدى قرى عزلة عيال غفير بمديرية نهم التابعة لمحافظة صنعاء، بلغ تعداد سكانها 140 نسمة حسب تعداد اليمن لعام 2004.